# AFC President’s Cup 2009
Der AFC President’s Cup 2009 war die fünfte Austragung des AFC President’s Cups, dem Vereinswettbewerb für die schwächsten asiatischen Fußball-Verbände. Alle elf teilnehmenden Mannschaften waren amtierende Landesmeister.
Wie auch schon 2008 wurde der Wettbewerb nicht komplett an einem Ort ausgetragen. Die Vorrundengruppen wurden jeweils als Turnier in einer Stadt ausgespielt. Der Wettbewerb fand vom 6. Mai bis 16. Mai 2009 statt. Titelverteidiger ist der zweimalige Gewinner Regar TadAZ aus Tadschikistan.

## Qualifizierte Mannschaften
| Mannschaft              | Liga / Titel                                         |
| ----------------------- | ---------------------------------------------------- |
| Regar TadAZ             | Wysschaja Liga: Meister 2008                         |
| Nepal Police Club       | Martyr’s Memorial A-Division League: Meister 2006/07 |
| Taiwan Power Company FC | Enterprise Football League: Meister 2008             |
| WAPDA F.C.              | Pakistan Premier League: Meister 2008                |
| Abahani Ltd. Dhaka      | B. League: Meister 2008                              |
| Sri Lanka Army FC       | Kit Premier League: Meister 2008/09                  |
| FC Aşgabat              | Ýokary Liga: Meister 2008                            |
| Yeedzin FC              | A-Division: Meister 2008                             |
| Phnom Penh Crown        | Cambodian League: Meister 2008                       |
| Dordoi-Dynamo           | Top Liga: Meister 2008                               |
| Kanbawza FC             | Myanmar Premier League: Meister 2008                 |

## Gruppenphase

### Gruppe A
Gastgebender Verein war der Nepal Police Club. Die Spiele fanden im Dashrath Stadion in Kathmandu, Nepal statt.
| Pl. | Verein                  | Sp. | S | U | N | Tore    | Diff. | Punkte |
| --- | ----------------------- | --- | - | - | - | ------- | ----- | ------ |
| 1.  | Regar TadAZ             | 3   | 1 | 2 | 0 | 005:300 | +2    | 05     |
| 2.  | WAPDA F.C.              | 3   | 1 | 2 | 0 | 003:100 | +2    | 05     |
| 3.  | Taiwan Power Company FC | 3   | 1 | 0 | 2 | 005:800 | −3    | 03     |
| 4.  | Nepal Police Club       | 3   | 0 | 2 | 1 | 004:500 | −1    | 02     |

| 14. Mai 2009            |     |                         |
| Regar TadAZ             | 0:0 | WAPDA F.C.              |
| Nepal Police Club       | 2:3 | Taiwan Power Company FC |
| 16. Mai 2009            |     |                         |
| WAPDA F.C.              | 0:0 | Nepal Police Club       |
| Taiwan Power Company FC | 1:3 | Regar TadAZ             |
| 18. Mai 2009            |     |                         |
| Regar TadAZ             | 2:2 | Nepal Police Club       |
| Taiwan Power Company FC | 1:3 | WAPDA F.C.              |

### Gruppe B
Gastgebender Verein war der Abahani Ltd. Dhaka. Die Spiele fanden im Bangabandhu National Stadium in Dhaka, Bangladesch statt.
| Pl. | Verein             | Sp. | S | U | N | Tore    | Diff. | Punkte |
| --- | ------------------ | --- | - | - | - | ------- | ----- | ------ |
| 1.  | FC Aşgabat         | 2   | 1 | 1 | 0 | 005:100 | +4    | 04     |
| 2.  | Abahani Ltd. Dhaka | 2   | 1 | 1 | 0 | 002:100 | +1    | 04     |
| 3.  | Sri Lanka Army FC  | 2   | 0 | 0 | 2 | 002:700 | −5    | 0      |

| 12. Mai 2009       |     |                    |
| Sri Lanka Army FC  | 1:2 | Abahani Ltd. Dhaka |
| 14. Mai 2009       |     |                    |
| FC Aşgabat         | 5:1 | Sri Lanka Army FC  |
| 16. Mai 2009       |     |                    |
| Abahani Ltd. Dhaka | 0:0 | FC Aşgabat         |

### Gruppe C
Gastgebender Verein war der Dordoi-Dynamo. Die Spiele fanden im Spartak Stadion in Bischkek, Kirgisistan statt.
| Pl. | Verein           | Sp. | S | U | N | Tore    | Diff. | Punkte |
| --- | ---------------- | --- | - | - | - | ------- | ----- | ------ |
| 1.  | Dordoi-Dynamo    | 3   | 3 | 0 | 0 | 012:200 | +10   | 09     |
| 2.  | Kanbawza FC      | 3   | 2 | 0 | 1 | 009:700 | +2    | 06     |
| 3.  | Phnom Penh Crown | 3   | 1 | 0 | 2 | 007:800 | −1    | 03     |
| 4.  | Yeedzin FC       | 3   | 0 | 0 | 3 | 003:140 | −11   | 0      |

| 10. Juni 2009    |     |                  |
| Dordoi-Dynamo    | 7:0 | Yeedzin FC       |
| Kan Baw Za       | 4:3 | Phnom Penh Crown |
| 12. Juni 2009    |     |                  |
| Phnom Penh Crown | 1:3 | Dordoi-Dynamo    |
| Yeedzin FC       | 2:4 | Kan Baw Za       |
| 14. Juni 2009    |     |                  |
| Phnom Penh Crown | 3:1 | Yeedzin FC       |
| Dordoi-Dynamo    | 2:1 | Kan Baw Za       |

## Finalrunde
Die Halbfinal- und Finalspiele wurden in der tadschikischen Stadt Tursunsoda auf dem Stadion des Gastgebers Regar TadAZ ausgetragen. Die Endrunde fand zwischen dem 25. und 27. September 2009 statt.

### Halbfinale
| Datum              |             | Ergebnis  |               |
| ------------------ | ----------- | --------- | ------------- |
| 25. September 2009 | FC Aşgabat  | 1:2       | Dordoi-Dynamo |
| 25. September 2009 | Regar TadAZ | 4:3 n. V. | WAPDA F.C.    |

### Finale
| Datum              |             | Ergebnis |               |
| ------------------ | ----------- | -------- | ------------- |
| 27. September 2009 | Regar TadAZ | 2:0      | Dordoi-Dynamo |